# 封孚
封孚（337年—407年），字處道，渤海蓨縣（今河北景縣）人。中國十六國時期人物，前燕吏部尚書封放子。

## 生平
封孚年幼時已經聰明機敏，且為人溫和寛宏，故得「士君子」的稱許。封孚後仕前秦，官至黃門侍郎。前秦建元二十一年（385年），苻丕自鄴城（今河北臨漳縣西）西走，封孚就與封勸及光祚投奔東晉，各自受晉任命為河北諸郡太守，駐濟北、濮陽一帶，皆受濟北太守溫詳控制。至387年，後燕派兵擊敗溫詳，封孚等人就投降後燕。封孚入燕後任散騎常侍。
後燕建興四年（389年），後燕皇帝慕容垂在龍城（今遼寧朝陽市）建留臺，以子高陽王慕容隆任征北大將軍、幽州牧，錄留臺尚書事。封孚則任征北司馬，與征北長史平幼皆兼任留臺尚書。後官至吏部尚書。398年，蘭汗殺後燕皇帝慕容寶篡位，封孚南奔辟閭渾，獲其表為渤海太守。永康三年（399年），南燕王慕容德攻辟閭渾，封孚出降，其時慕容德十分高興。400年，慕容德稱帝，封孚受命為尚書左僕射，其時不但總理政事，亦參與機密事項，而且在南燕雖然名實俱重，但仍謙虛處事，博納眾言，很有大臣的規矩。
建平六年（405年），慕容德去世，慕容超繼位，封孚進位太尉。當時慕容德寵臣公孫五樓主政，行事很多都違反往日規章，法度日衰，殘虐百姓的事也愈來愈多，封孚屢次盡心想匡扶社稷，但建議都不被慕容超採納。一次慕容超問封孚：「朕比得上以往哪個君王？」封孚答：「夏桀、商紂那樣的君主。」令慕容超羞慚憤怒。封孚接著慢慢步出，慕容超的反應沒對他造成影響。司空鞠仲見此失色，想要封孚道歉，但封孚十分強硬，終都沒有道歉。太上三年（407年），封孚在家去世，享年七十一。